# Фубине
Фубине (итал. Fubine) — коммуна в Италии, располагается в регионе Пьемонт, в провинции Алессандрия.
Население составляет 1681 человек (2008 г.), плотность населения составляет 66 чел./км². Занимает площадь 26 км². Почтовый индекс — 15043. Телефонный код — 0131.
Покровителем коммуны почитается святой Христофор (San Cristoforo), празднование 24 июля.

## Демография
Динамика населения:

## Администрация коммуны
- Официальный сайт: https://web.archive.org/web/20100113151044/http://www.comunedifubine.it/index.php